# Phauloppiella striata
Phauloppiella striata är en kvalsterart som beskrevs av Subías 1977. Phauloppiella striata ingår i släktet Phauloppiella och familjen Oribatulidae. Inga underarter finns listade i Catalogue of Life.